# 30 de diciembre
El 30 de diciembre es el 364.º (tricentésimo sexagésimo cuarto) día del año en el calendario gregoriano y el 365.º (tricentésimo sexagésimo quinto) en los años bisiestos. Queda un día para finalizar el año.

## Acontecimientos
- 1419: en La Rochelle (Francia), las tropas de Castilla vencen a los ingleses.
- 1460: en Wakefield, Inglaterra. El bando de Lancaster mata al tercer duque de York y gana la batalla de Wakefield.
- 1530: de Panamá sale el tercer viaje de la expedición conquistadora, integrada por 180 españoles.
- 1696: en los cielos de Guápulo (Ecuador) aparece la «Virgen de la Nube».
- 1831: en el Teatro del Príncipe de Madrid (España), Manuel Bretón de los Herreros estrena Marcela o ¿cuál de los tres?.
- 1833: en España, el ministro Javier de Burgos establece la división del país en 49 provincias.
- 1844: Filipinas se adapta al calendario gregoriano, por lo que mañana no será el martes 31 de diciembre sino el miércoles 1 de enero de 1845.
- 1850: en España, Juan Donoso Cortés denuncia la corrupción administrativa, lo que causa la dimisión de Ramón María Narváez y el nombramiento de Juan Bravo Murillo como presidente del Consejo de Ministros.
- 1853: Se firma el Tratado de La Mesilla, con el cual Estados Unidos adquiere territorio mexicano.
- 1855: a París regresa el ejército francés de la guerra de Crimea.
- 1862: en el cabo Hatteras (Estados Unidos), se hunde el buque USS Monitor.
- 1874: en España se constituye un gobierno provisional bajo la dirección de Cánovas del Castillo tras el golpe de Estado de Martínez Campos.
- 1885: en España, María Cristina de Habsburgo, viuda de Alfonso XII, jura como regente en el Congreso la Constitución.
- 1896: en Manila (Filipinas), un escuadrón de fusilamiento ejecuta al patriota José Rizal.
- 1902: el Gobierno español envía navíos de guerra a Tánger, que se mantienen preparados para invadir Marruecos, lo que más tarde supondrá el inicio de la Guerra del Rif.
- 1903: en Chicago (Estados Unidos) mueren 590 personas en el incendio del Iroquois Theater.
- 1905: en Caldwell (Idaho) el exgobernador Frank Steunenberg es asesinado cerca de su hogar.
- 1916: en San Petersburgo asesinan al monje ruso Grigori Rasputín
- 1918: en Alemania se funda el Partido Comunista de Alemania.
- 1919: en Londres (RU), el bar Lincoln’s Inn admite por primera vez a una estudiante mujer como parroquiana.
- 1922: en Moscú, el Congreso de los Soviets aprueba la creación de la Unión Soviética (Unión de Repúblicas Socialistas Soviéticas).
- 1924: en Barcelona es inaugurado el primer tramo del Gran Metro.
- 1927: en Zaragoza (España) se inaugura el teléfono automático.
- 1927: en Santiago de Chile se funda la comuna de Conchalí.
- 1927: en Tokio (Japón) se inaugura la línea Ginza Line, el primer metro de Asia.
- 1928: en Vigo, España, se inaugura el Estadio Municipal de Balaídos.
- 1930: en España Berenguer anuncia elecciones para el 19 de marzo de 1931.
- 1936: en los Estados Unidos, el sindicato United Auto Workers comienza su primera huelga.
- 1937: en Egipto, el rey Faruk cesa al wafdista Nahhas Bajá y llama al jefe de la minoría parlamentaria, Mahmound Bajá, para que forme un nuevo Gobierno.
- 1941: en la India Majatma Gandhi dimite de la presidencia del Partido del Congreso Nacional Indio.
- 1947: en Rumanía, los comunistas obligan a abdicar al rey Miguel I.
- 1948: en el New Century Theatre, de Nueva York (Estados Unidos), se estrena el musical de Broadway Kiss me, Kate, de Cole Porter. Realizará 1077 presentaciones y será el primer show que ganará un premio Tony.
- 1953: en los Estados Unidos, la empresa RCA saca a la venta el primer televisor color NTSC (1175 dólares cada uno, que equivalen a 11 175 dólares de 2019).
- 1954: en Buenos Aires (Argentina), el Gobierno constitucional de Juan Domingo Perón legaliza la prostitución ―que estaba «prohibida» desde la Década Infame― y crea el Sindicato de Meretrices.
- 1960: en la ciudad de Chilpancingo (México), alrededor de 20 personas mueren asesinadas y un centenar resultan heridas después de que el ejército mexicano, bajo órdenes del Gobierno del estado de Guerrero, abriera fuego contra estudiantes en huelga.
- 1965: en Filipinas, Ferdinand Marcos asume como presidente.
- 1972: en el marco de la guerra de Vietnam, Estados Unidos deja de bombardear poblados civiles en Vietnam del Norte.
- 1977: en Glenwood Springs (Colorado), Ted Bundy se escapa de su celda por segunda vez.
- 1980: en Uruguay, se inicia en Montevideo la Copa de Oro de Campeones Mundiales, conocida como Mundialito.
- 1982: en Perú se implanta el estado de emergencia en 7 provincias, al desoír la organización Sendero Luminoso el ultimátum del Gobierno.
- 1983: a 60 km de San Salvador (El Salvador), la guerrilla ocupa el principal cuartel del norte del país.
- 1988: en Yugoslavia, Branco Mikulic abandona su cargo de jefe de Gobierno tras acusar a los entes autónomos de impedir el desarrollo de su política antiinflacionista.
- 1989: en Polonia, el Parlamento aprueba el cambio de sistema político y económico y concluye la reforma constitucional.
- 1992: en España entra en vigor la Ley Orgánica por la que se ratifica el Tratado de Maastricht.
- 1993: Israel y Ciudad del Vaticano firman en Jerusalén un acuerdo histórico de reconocimiento mutuo.
- 1995: en Altnaharra (Scottish Highlands) se registra la temperatura más baja de la historia del Reino Unido, con 27,2 °C bajo cero. Los dos récord anteriores eran Braemar (Aberdeenshire) el 11 de febrero de 1895 y el 10 de enero de 1982.
- 1996: en el Estado indio de Assam, los separatistas bodos bombardean un tren de pasajeros y matan a 26 personas.
- 1996: en Israel, los cortes de presupuestos ordenados por Benjamín Netanyahu disparan la huelga de 250.000 trabajadores.
- 1997: en Rumanía, Miguel I anuncia su vuelta a Bucarest después de cincuenta años de exilio.
- 1997: en Argelia sucede el peor incidente de la historia de la insurgencia, las masacres de Wilaya de Relizane: 400 personas son asesinadas en cuatro aldeas.[1]
- 1999: en Venezuela, se aprueba y pone en vigencia la nueva constitución de la nación, naciendo así, la quinta república.
- 2000: en Metro Manila (Filipinas) suceden los Bombardeos del Día de Rizal: en el transcurso de pocas horas explotan varias bombas, que matan a 22 y hieren a más de un centenar de personas.
- 2001: en Argentina, Adolfo Rodríguez Saá renuncia a la Presidencia de la Nación Argentina, por la ley de acéfalia, el presidente de la cámara de Diputados, Eduardo Camaño asume la presidencia de manera interina hasta que la Asamblea Legislativa designe a un nuevo Presidente para la Argentina.
- 2004: en Buenos Aires (Argentina) se incendia la discoteca República Cromañón: 194 muertos y más de 1432 heridos.
- 2004: en España, el Parlamento Vasco aprueba el Plan Ibarretxe, que establece un nuevo estatuto político para el País Vasco.
- 2006: en Bagdad (Irak), Sadam Huseín es ejecutado en la horca.
- 2006: en España, la banda terrorista ETA hace estallar un potente coche bomba en el aparcamiento de la terminal 4 del Aeropuerto de Madrid-Barajas, interrumpiendo de hecho el alto al fuego iniciado el 24 de marzo. La explosión mata a dos personas de nacionalidad ecuatoriana.
- 2009: en Irán el pueblo toma las calles del país para repudiar los actos violentos protagonizados por grupos el 27 de diciembre y manifestar su apoyo a la República Islámica y al Líder de la Revolución Islámica, el ayatolá Seyed Ali Jamenei.
- 2011: Samoa suprime el día del calendario, de manera que pueda adelantar 24 husos horarios, pasando de UTC-11 a UTC+13.[2][3][4]
- 2019: el Comité de Salud Municipal de la ciudad de Wuhan emitió un "aviso urgente por tratamiento de neumonía de causa desconocida".
- 2020: en Buenos Aires, el Senado de la Nación Argentina legaliza el aborto por hasta catorce semanas gestación con 38 votos a favor y 29 en contra.
- 2020: Becky Hammon se convirtió en la primera mujer entrenadora en la historia de la NBA, tras hacerse cargo de su equipo San Antonio Spurs por la expulsión del entrenador Gregg Popovich en un partido contra los Lakers.
- 2021: en Argentina, se supera por primera vez los 50 000 casos de COVID-19.[5]

## Nacimientos
- 39: Tito, emperador romano (f. 81).
- 1642: Vincenzo da Filicaja, poeta italiano (f. 1707).
- 1673: Ahmed III, sultán otomano (f. 1736).
- 1819: Theodor Fontane, escritor alemán (f. 1898).
- 1837: Marie Lipsius La Mara, historiadora de la música y escritora alemana (f. 1927).
- 1838: Émile Loubet, político francés (f. 1929).
- 1849: Lluís Domènech i Montaner, arquitecto español (f. 1923).
- 1851: Asa Griggs Candler, empresario estadounidense (f. 1929).
- 1853: André Messager, compositor y director de orquesta francés (f. 1929).

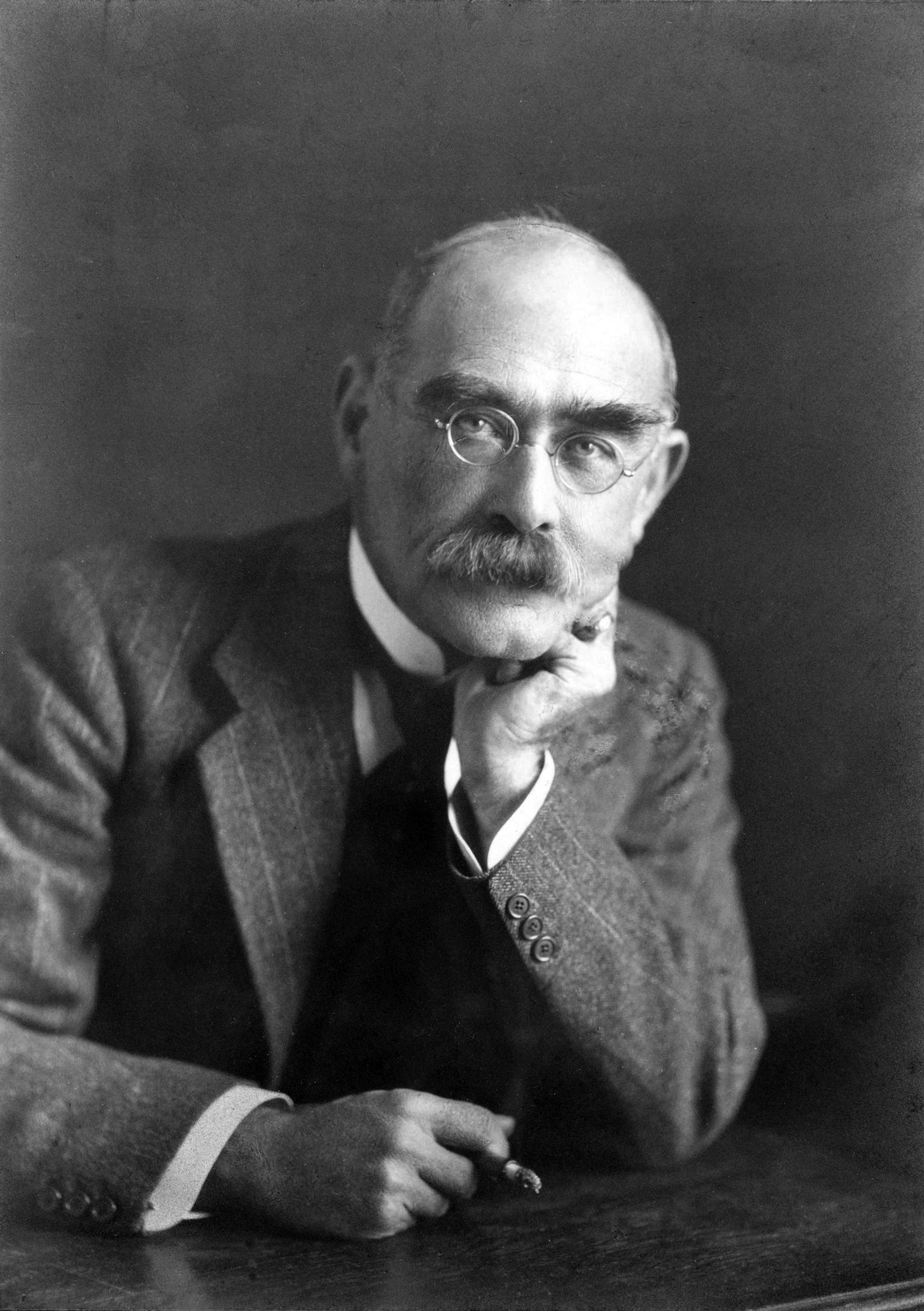
Rudyard Kipling.

- 1865: Rudyard Kipling, escritor y poeta británico, premio Nobel de literatura en 1907 (f. 1936).
- 1867: Simon Guggenheim, filántropo e industrial estadounidense (f. 1941).
- 1873: Al Smith, político estadounidense (f. 1944).
- 1878: William Aberhart, político canadiense (f. 1943).
- 1878: Federico Enrique Bruno Christmann, médico argentino (f. 1987).
- 1879: Ramana Maharshi, religioso indio hinduista (f. 1950).
- 1882: Ángel Roffo, médico argentino (f. 1947).
- 1884: Hideki Tōjō, general y primer ministro japonés (f. 1948).
- 1890: Adolfo Ruiz Cortines, político mexicano, presidente de México entre 1952 y 1958 (f. 1973).
- 1895: José Bergamín, escritor español (f. 1983).
- 1898: Umm Kalzum, cantante egipcia (f. 1975).
- 1901: Manuel Fleitas Solich, futbolista y entrenador paraguayo (f. 1984).
- 1906: Carol Reed, cineasta británico (f. 1976).
- 1909: Jaime Lazcano, futbolista español (f. 1983).
- 1910: Paul Bowles, escritor, compositor y viajero estadounidense (f. 1999).
- 1911: Rafael Calvo, actor español (f. 1988).
- 1911: Jeanette Nolan, actriz estadounidense (f. 1998).
- 1913: Isabel Mesa Delgado, feminista y anarcosindicalista española (f. 2002).
- 1914: Jo Van Fleet, actriz estadounidense (f. 1996).
- 1918: William Eugene Smith, fotógrafo estadounidense (f. 1978).
- 1918: Francisco Aura Boronat, activista y divulgador español (f. 2018).
- 1919: Yevdokia Pasko, aviadora soviética (f. 2017)
- 1919: Tamara Pamiatnij, aviadora soviética (f. 2012)
- 1920: Jack Lord, actor estadounidense (f. 1998).
- 1922: Magín Díaz, cantante y compositor colombiano de música popular. (f. 2017).
- 1922: René Benavides, empresario y político chileno (f. 2009).
- 1923: Sara Lidman, escritora sueca (f. 2004).
- 1923: Haydée Santamaría, guerrillera y política cubana (f. 1980).
- 1925: Margarita Aguirre, escritora y crítica y biógrafa chilena (f. 2003).
- 1927: Robert Hossein, actor, director y escritor de cine francés (f. 2020).
- 1928: Bo Diddley, músico estadounidense (f. 2008).
- 1930: Tu Youyou, científica china.
- 1932: Hernán Castrillón Restrepo, periodista colombiano (f. 2000).
- 1932: Irma Palmieri, actriz y comediante venezolana (f. 2015)
- 1934: John Bahcall, astrofísico estadounidense (f. 2005).
- 1934: Joseph Bologna, actor estadounidense (f. 2017).
- 1934: Del Shannon, cantante estadounidense (f. 1990).
- 1935: Omar Bongo, presidente gabonés (f. 2009).
- 1935: Sandy Koufax, beisbolista estadounidense.
- 1936: Mike Spence, piloto británico de automovilismo (f. 1968).
- 1937: Gordon Banks, futbolista británico (f. 2019).
- 1937: Luciano Lutring, criminal italiano (f. 2013).
- 1937: Raquel Olmedo, actriz mexicana de origen cubano.
- 1939: Fernando Ledesma, político español.
- 1940: Sergio Bitar, ingeniero chileno.
- 1942: Vladímir Bukovski, disidente y escritor soviético (f. 2019).
- 1942: Guy Edwards, piloto británico de Fórmula 1.
- 1942: Michael Nesmith, músico estadounidense, de la banda The Monkees (f. 2021).
- 1942: Fred Ward, actor estadounidense (f. 2022).
- 1942: Aníbal Ruiz, futbolista y entrenador de fútbol uruguayo (f. 2017).
- 1943: Gösta Winbergh, tenor sueco (f. 2002).
- 1945: Davy Jones, actor y cantante británico, de la banda The Monkees (f. 2012).
- 1945: Lloyd Kaufman, cineasta estadounidense.
- 1945: Enrique Borja, futbolista mexicano.
- 1946: Marc Forné Molné, político y abogado andorrano.
- 1946: Patti Smith, cantante estadounidense.
- 1946: Berti Vogts, futbolista alemán.

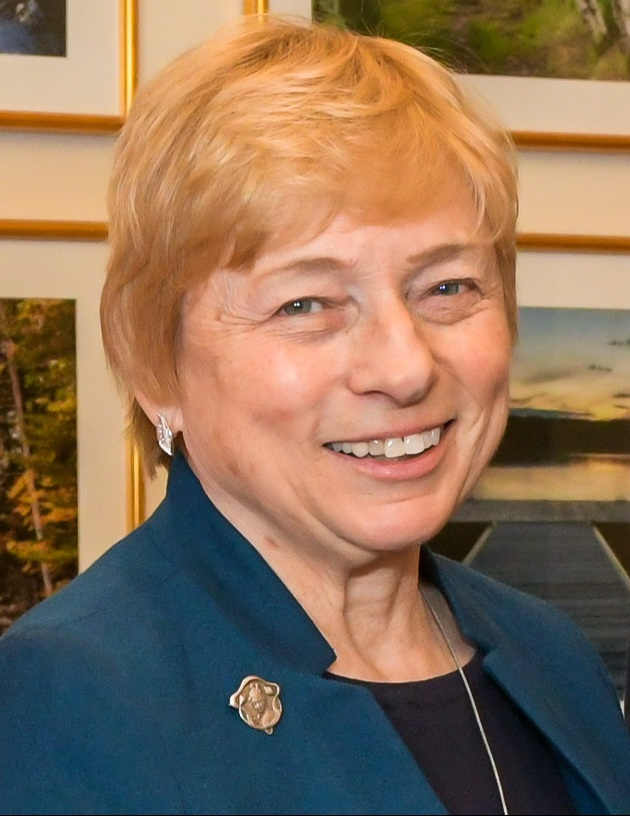
Janet Mills

- 1947: Jeff Lynne, músico británico, de la banda Electric Light Orchestra.
- 1947: Teresa Parodi, cantante argentina.
- 1947: Janet Mills, abogada y política estadounidense, Gobernadora de Maine desde 2019.
- 1948: Randy Schekman, biólogo celular estadounidense, premio nobel de medicina en 2013.
- 1949: Pablo Brichta, actor argentino (f. 2016).
- 1949: Sabin Intxaurraga, político nacionalista vasco (f. 2010).
- 1952: June Anderson, soprano estadounidense.
- 1952: Jesús Ferrero, escritor español.
- 1953: Bill Kazmaier, levantador de pesas estadounidense.
- 1956: Suzy Bogguss, cantante estadounidense.
- 1956: Claudia di Girolamo, actriz chilena
- 1958: Lav Diaz, cineasta filipino.
- 1959: Tracey Ullman, actriz y cantante británica.
- 1961: Douglas Coupland, escritor canadiense.
- 1961: Sean Hannity, locutor de radio anglo-estadounidense.
- 1961: Ben Johnson, atleta canadiense.
- 1962: Donato Gama da Silva, futbolista brasileño.
- 1962: Paavo Järvi, director de orquesta estonio.
- 1963: Mike Pompeo, político y empresario estadounidense.
- 1965: Heidi Fleiss, madame hollywoodense.
- 1965: Santiago Gamboa, escritor colombiano.
- 1965: Rubén López, trompetista argentino de origen uruguayo (f. 2023).
- 1966: Bennett Miller, cineasta estadounidense.
- 1967: Débora Pérez Volpin, periodista y política argentina (f. 2018).
- 1968: Sabir Bhatia, informático indio, fundador del correo electrónico Hotmail en 1996.
- 1969: Jason "Jay" Kay, cantante británico, de la banda Jamiroquai.
- 1969: Byron McMackin, baterista estadounidense, de la banda Pennywise.
- 1969: Meredith Monroe, actriz estadounidense.
- 1971: Ricardo López Felipe, futbolista y entrenador español.
- 1973: Jason Behr, actor estadounidense.
- 1973: Ato Boldon, atleta trinitense.
- 1974: María Esteve, actriz española.
- 1974: Johanna Sällström, actriz sueca (f. 2007).
- 1975: Scott Chipperfield, futbolista australiano.
- 1975: Tiger Woods, golfista estadounidense.
- 1976: Rui Torres, conductor mexicano de televisión, del programa Art Attack (f. 2008).
- 1976: A.J. Pierzynski, beisbolista estadounidense.
- 1977: Laila Ali, boxeadora estadounidense.
- 1977: Saša Ilić, futbolista serbio.
- 1978: Alonso Filomeno Mayo, director de cine peruano.
- 1978: Zbigniew Robert Prominski, baterista polaco, de la banda Behemoth.
- 1978: Tyrese Gibson, cantante y actor estadounidense.
- 1979: Flávio Amado, futbolista angoleño.

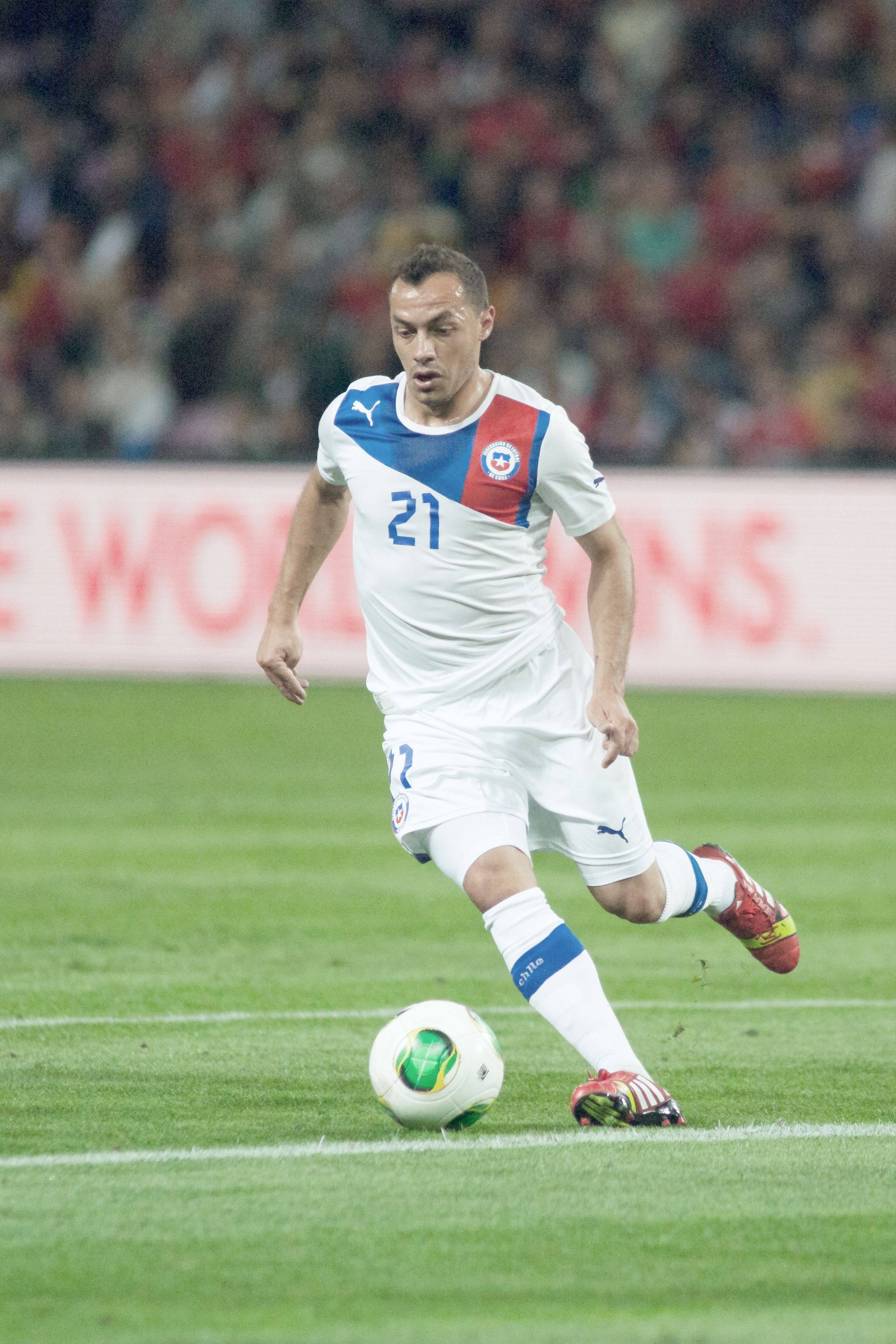
Marcelo «Chelo» Díaz

- 1979: Hernán Boyero, futbolista argentino.
- 1979: Boubacar Barry, futbolista marfileño.
- 1979: Tommy Clufetos, baterista estadounidense.
- 1980: Eliza Dushku, actriz estadounidense.
- 1980: Didier Ilunga Mbenga, baloncestista congoleño-belga.
- 1981: Cédric Carrasso, futbolista francés.
- 1981: Ali Al Habsi, futbolista omaní.
- 1982: Kristin Kreuk, actriz canadiense.
- 1983: Yussif Chibsah, futbolista ghanés.
- 1983: Ashley Zukerman, actor estadounidense.
- 1984: LeBron James, baloncestista estadounidense.
- 1984: David Broncano, cómico y presentador de televisión español.
- 1986: Marcelo Díaz Rojas, futbolista chileno. Caity Lotz

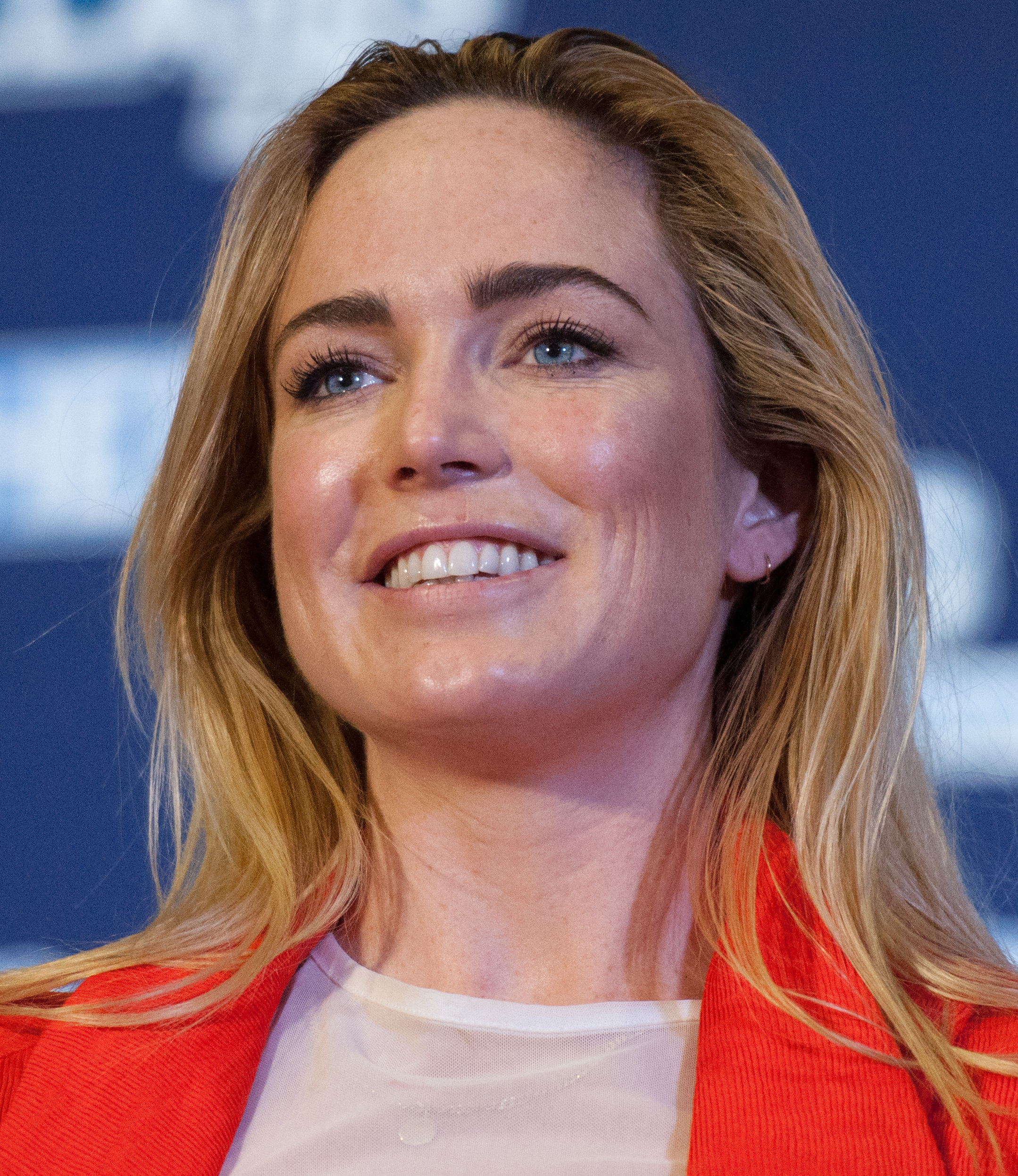
Caity Lotz

- 1986: Ellie Goulding, cantante británica.
- 1986: Caity Lotz, actriz, bailarina y modelo estadounidense.
- 1986: Domenico Criscito, futbolista italiano.
- 1986: Gianni Zuiverloon, futbolista neerlandés.
- 1988: Mariano Werner, piloto de automovilismo argentino.
- 1989: Ryan Sheckler, skater y actor estadounidense.
- 1990: Rey Fénix, luchador profesional mexicano.
- 1992: Gerardo Cruz, panadero y activista costarricense (f. 2015).
- 1992: Desiree van Lunteren, futbolista neerlandesa.
- 1992: Michael Eric Reid, actor estadounidense.
- 1992: Seo Yu-na, cantante surcoreana.
- 1993: Miriam Saavedra, actriz y colaboradora de televisión peruana
- 1994: David von Ballmoos, futbolista suizo.

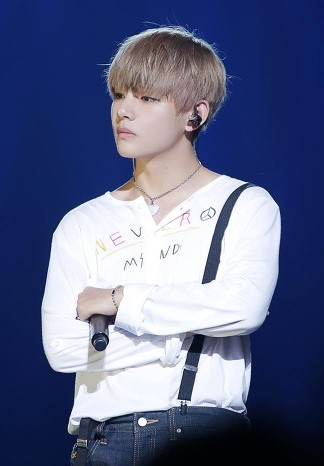
V

- 1995: V, cantante surcoreano perteneciente al grupo BTS.
- 1995: Joshua Hong, cantante coreano-estadounidense, integrante del grupo SEVENTEEN.
- 1995: Modestas Vorobjovas, futbolista lituano.
- 1999: Jean-Clair Todibo, futbolista francés.
- 2007: Axel Kei, futbolista marfileño-estadounidense.

## Fallecimientos
- 274: Félix I, papa católico entre 269 y 274 (n. ¿?).
- 702: Égica, rey visigodo (n. ¿?).
- 1525: Jacob Fugger, banquero y comerciante alemán (n. 1459).
- 1639: Fernando de Valdés y Llano, obispo español (n. 1575).
- 1644: Jean Baptiste van Helmont, físico y químico belga (n. 1580).
- 1662: Fernando Carlos de Habsburgo-Médicis, aristócrata austriaco (n. 1628).
- 1797: Juan de Ayala, marino español (n. 1745).
- 1808: José Moñino, político español (n. 1728).
- 1826: Prisciliano Sánchez, político, filósofo y reformador mexicano (n. 1783).
- 1837: Francisco Estruch y Martí, Pavorde, catedrático de cánones, (n. 1762).
- 1870: Juan Prim, militar y político español (n. 1814).
- 1879: Jean Baptiste Boisduval, botánico y médico francés (n. 1799).
- 1879: Adelardo López de Ayala, escritor y político español (n. 1828).
- 1890: Francisca Carrasco Jiménez, campesina y militar costarricense (n. 1816).
- 1893: Samuel White Baker, explorador británico (n. 1821).
- 1896: José Rizal, héroe nacional filipino (n. 1861).
- 1899: James Paget, cirujano y patólogo británico (n. 1814).
- 1916: Grigori Rasputín, místico y cortesano ruso (n. 1869).
- 1922: José Ortega Munilla, escritor y periodista español (n. 1856).
- 1920: Juan F. Muñoz y Pabón, escritor y religioso español (n. 1866).
- 1933: José Ramón Mélida, arqueólogo español (n. 1856).
- 1941: El Lissitzky, artista ruso (n. 1890).
- 1944: Romain Rolland, escritor francés, Premio Nobel de Literatura en 1915 (n. 1866).
- 1947: Alfred North Whitehead, matemático y filósofo británico (n. 1861).
- 1958: Francisco Regalado Rodríguez, militar español (n. 1881).
- 1961: José Royo Gómez, geólogo español (n. 1895).
- 1963: Joaquín Benjumea, político español (n. 1878).
- 1968: Trygve Lie, diplomático noruego, secretario general de la ONU entre 1946 y 1952 (n. 1896).
- 1970: Sonny Liston, boxeador estadounidense (n. 1932).
- 1973: D. E. Stevenson, novelista escocesa (n. 1892).
- 1975: Hermann Paul Müller, piloto alemán de automovilismo y motociclismo (n. 1909).
- 1976: Rudi Fischer, piloto suizo de automovilismo (n. 1912).
- 1978: Arturo Pacheco Altamirano, pintor chileno (n. 1905).
- 1979: Richard Rodgers, compositor estadounidense (n. 1902).
- 1982: Gabriel Sánchez de la Cuesta, médico español (n. 1907).
- 1988: Isamu Noguchi, escultor estadounidense (n. 1904).
- 1991: Miguel Marín, futbolista argentino (n. 1945).
- 1992: Tío Gamboín (Ramiro Gamboa), actor y presentador mexicano (n. 1917).
- 1993: Giuseppe Occhialini, físico italiano (n. 1907).
- 1995: Doris Grau, actriz estadounidense (n. 1924).
- 1995: Heiner Müller, dramaturgo alemán (n. 1929).
- 1998: Joan Brossa, poeta, dramaturgo y artista plástico español (n. 1919).
- 1996: Lew Ayres, actor estadounidense (n. 1908).
- 1999: Sarah Knauss, supercententaria estadounidense (n. 1880).
- 2000: Paco de Antequera, guitarrista español (n. 1938).
- 2000: Manuel de Rivacoba, político español (n. 1925).
- 2000: Malatios Khouri, traductor y gestor cultural argentino (n. 1915).
- 2002: Gustavo Nocetti, cantante de tangos uruguayo (n. 1959).
- 2003: David Bale, activista sudafricano (n. 1941).
- 2003: Vladímir Bogomólov, escritor soviético (n. 1926).
- 2003: John Gregory Dunne, escritor estadounidense de origen irlandés (n. 1932).
- 2004: Alberto Méndez, escritor español (n. 1941).

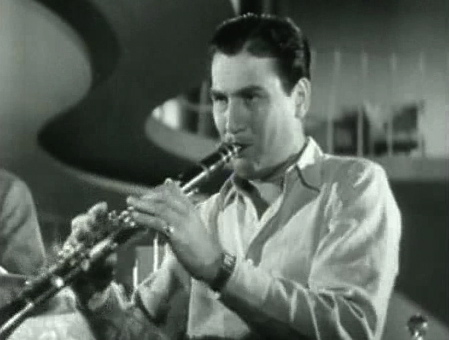
Artie Shaw.

- 2004: Artie Shaw, director de orquesta y clarinetista estadounidense de jazz (n. 1910).
- 2006: Sadam Huseín, militar y presidente iraquí entre 1979 y 2003 (n. 1937).
- 2007: Xaime Quesada Porto, pintor, grabador, escenógrafo y artista español (n. 1937).
- 2009: Abdurrahman Wahid, político indonesio, presidente entre 1999 y 2001 (n. 1940).[6]
- 2009: Iván Zulueta, cineasta español (n. 1943).
- 2009: Concha Linares-Becerra, novelista española (n. 1910).
- 2010: Bobby Farrell, cantante neerlandés, de la banda Boney M (n. 1949).
- 2011: Ricardo Legorreta Vilchis, arquitecto mexicano (n. 1931).
- 2011: Diego Rapoport, tecladista y compositor argentino de jazz y rock (n. 1948).
- 2012: Rita Levi-Montalcini, neuróloga y política italiana (n. 1909).
- 2012: Carl Woese, microbiólogo estadounidense (n. 1928).
- 2013: Eero Mäntyranta, esquiador finlandés (n. 1937).
- 2013: Akeem Adams, futbolista trinitense (n. 1991).
- 2014: Luise Rainer, actriz alemana nacionalizada estadounidense (n. 1910).
- 2018: Héctor Timerman, diplomático y político argentino (n. 1953).
- 2019: Syd Mead, diseñador industrial estadounidense (n. 1933).
- 2020: Dawn Wells, actriz estadounidense (n. 1938).
- 2021: Lya Luft, escritora brasileña (n. 1938).
- 2022: Barbara Walters, presentadora estadounidense (n. 1939).
- 2022: Carlos Fernando Arroyo, político argentino (n.1945).
- 2023: Tom Wilkinson, actor británico (n. 1948).
- 2024: Jorge Lanata, periodista argentino (n. 1960).
- 2024: Hugo Sotil, futbolista peruano (n. 1949).

## Celebraciones
Por países
(Por orden alfabético)
- Argentina:

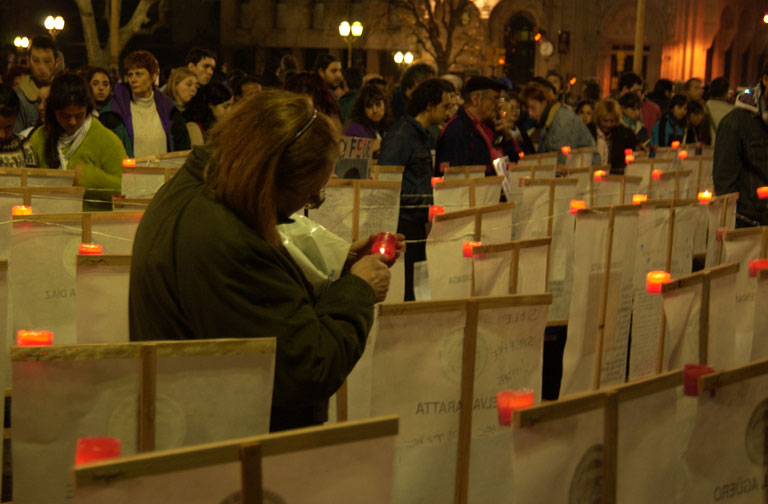
Encendido de velas por las 194 víctimas del incendio de República Cromañón en Argentina.

  - Conmemoración en recuerdo de las 194 víctimas de Cromañón. En 2004 (20 años) un incendio desatado en la discoteca República Cromañón del barrio porteño de Once de la ciudad de Buenos Aires,  durante un recital de la banda de rock Callejeros, causa la muerte de 194 espectadores y heridas a otros 1.432. El siniestro es considerado como «la peor tragedia de la historia del rock y la mayor de la Argentina por causas no naturales».[7]
    -  Misiones: 
      -  Día del Escudo de Misiones. Por decreto-ley del interventor federal César Napoleón Ayrault.
Establecido: 30 de diciembre de 1959 (65 años).

- España:
  - Madrid: Preuvas en la Puerta del Sol. El 30 de diciembre de cada año, a la medianoche, se realiza un ensayo general para las 12 campanadas de la Nochevieja en la Puerta del Sol. Este evento, conocido como las preuvas, permite a los relojeros verificar el funcionamiento del sistema de campanadas. Miles de personas participan en esta celebración para practicar también el brindis de Año Nuevo.

- Estados Unidos
  - Día Nacional del Tocino.[8]
(en inglés: National Bacon Day).
  - Día Nacional del Bicarbonato de Sodio.[9]
(en inglés: National Baking Sodium Day).

### Santoral católico
- Traslación de Santiago Apóstol.[10]
- San Félix I, papa (274).[10]

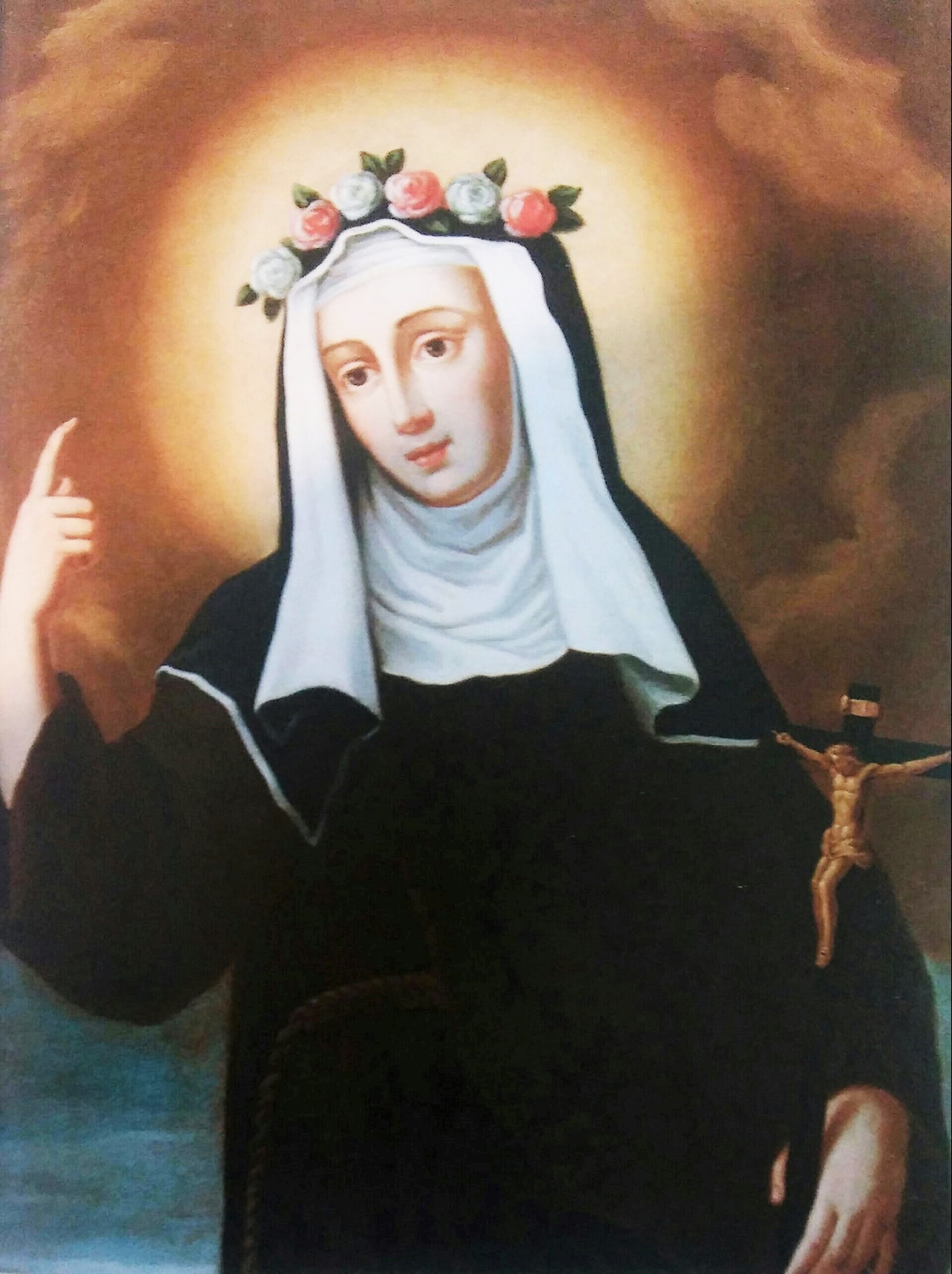
Beata Margarita Colonna, virgen (1280).

- San Hermetes de Bononia, exorcista y mártir (s. III/IV).[10]
- Santa Anisia, mártir.[10]
- San Anisio de Tesalónica, obispo (c. 406).[10]
- San Perpetuo de Tours, obispo (491).[10]
- San Jocundo de Aosta, obispo (c. 502).[10]
- San Geremaro de Flay, abad (c. 658).[10]
- San Egvino de Worcester, obispo (707).[10]
- San Rainerio de Furcone, obispo (1077).[10]
- San Rogerio de Canne, obispo (siglo XII).[10]
- San Lorenzo de Fraxanone, monje (c. 1162).[10]
- San Exuperancio, diácono.[10]
- San Venustiano, mártir.[10]
- Beata Margarita Colonna, virgen (1280).[10](imagen ilustrativa).
- Beata Eugenia Rivasco, virgen (1900).[10]
- Beato Juan María Boccardo, presbítero (1913).[10]
- Beato Radulfo, abad.[10]